# Derby (Connecticut)
Derby è una city degli Stati Uniti d'America, situata nella Contea di New Haven in Connecticut.
Con una superficie di 4,53 km² (1,75 mi²) è il comune più piccolo del Connecticut. Il nome attuale fu assunto nel 1675 mutuandolo dalla città inglese di Derby. In precedenza era chiamata Paugasset.